# 高沢里奈
高沢　里奈（たかざわ りな、1991年7月26日 - ）は日本のモデル、女優である。千葉県出身。B型。パーフェクト・コンフィデンス所属。クイーンズファクトリーとマネージメント業務提携している。
　

## 来歴
- 2008年、高校2年生の時、MBSラジオ「ゴチャ・まぜっ!」「イマドキッ」×オリコン・エンタテインメント「De-View」コラボレーションオーディションミスパーソナリティグランプリ2008でティーンズグランプリを受賞。

## 出演

### テレビ

#### テレビドラマ
- 僕たちの戦争（TBS）

#### その他
- Future Tracks→R（テレビ朝日）

### 舞台
- 「こいもの」（2010年11月25日 - 29日、エアースタジオ）相田かな 役

### 広告
- ハーゲンダッツ（2010年）

### ミュージックビデオ
- ghostnote「精一杯、僕らの歌」（2008年）

### 雑誌
- 月刊デビュー（2009年5月）